# Flor Ruíz
Flor Denis Ruíz Hurtado (née le 29 janvier 1991 à Pradera) est une athlète colombienne, spécialiste du lancer de javelot, vice-championne du monde en 2023 à Budapest.

## Biographie
En 2013, Flor Ruíz bat son record personnel avec 60,23 m  pour devenir championne d'Amérique du Sud à Carthagène des Indes. 
Le 14 mars 2014, elle porte son record à 60,59 m à Santiago pour remporter les Jeux sud-américains devant les Brésiliennes Jucilene de Lima et Laila Ferer e Silva.  En août, elle est battue par ces dernières et prend la troisième place des championnats ibéro-américains. Le 27 novembre 2014, Flor Ruíz domine l'épreuve de javelot des Jeux d'Amérique centrale et des Caraïbes qui se déroulent en altitude à Xalapa : avec un lancer mesuré à 63,80 m elle bat le record de Colombie que détenait Sabina Moya et établit par la même occasion un nouveau record d'Amérique du Sud. 
En 2015, son meilleur jet est de 59,86 m, lorsqu'elle prend la médaille d'argent des championnats d'Amérique du Sud à Lima, battue par Jucilene de Lima. Alignée aux championnats du monde de Pékin, elle est éliminée au stade des qualifications.
En avril 2016, Flor Ruíz s'empare du titre national à Medellín. En mai, elle est victorieuse pour la deuxième fois, après 2012, aux championnats ibéro-américains de Rio de Janeiro. Elle dépasse à cette occasion le cap des 60 m pour la première fois depuis 2014. Le 25 juin, elle améliore son propre record de 4 centimètres, portant le record d'Amérique du Sud à 63,84 m.

### Vice-championne du monde à Budapest (2023)
En 2023, elle est sélectionnée pour les championnats du monde de Budapest, son retour en compétition internationale depuis 2017. Réalisant sa meilleure marque de la saison en qualification (62,05 m), elle crée la surprise en finale en battant dès sa première tentative son propre record d'Amérique du Sud avec 65,47 m, pour prendre provisoirement la tête du concours. Elle reste en tête jusqu'au dernier essai, où la favorite japonaise Haruka Kitaguchi lance à 66,73 m pour s'emparer du titre mondial. Flor Ruíz, inattendue, devient vice-championne du monde et décroche sa première médaille internationale, la première pour une Colombienne dans une épreuve de lancer.
Le 13 mai 2024, elle remporte les championnats ibéro-américains à Cuiabá, au Brésil, en améliorant son propre record d'Amérique du Sud de la discipline avec un jet à 66,70 m, également meilleure performance mondiale de l'année 2024.
En juin 2024, elle est nommée porte-drapeau de la délégation colombienne aux Jeux olympiques de 2024.

## Palmarès
| Date | Compétition                                      | Lieu                 | Résultat | Marque  |
| ---- | ------------------------------------------------ | -------------------- | -------- | ------- |
| 2011 | Championnats d'Amérique du Sud                   | Buenos Aires         | 7e       | 48,78 m |
| 2011 | Championnats d'Amérique centrale et des Caraïbes | Mayagüez             | 2e       | 54,02 m |
| 2012 | Championnats ibéro-américains                    | Barquisimeto         | 1re      | 58,21 m |
| 2013 | Championnats d'Amérique du Sud                   | Carthagène des Indes | 1re      | 60,23 m |
| 2014 | Jeux sud-américains                              | Santiago             | 1re      | 60,59 m |
| 2014 | Championnats ibéro-américains                    | São Paulo            | 3e       | 57,31 m |
| 2014 | Jeux d'Amérique centrale et des Caraïbes         | Xalapa               | 1re      | 63,80 m |
| 2015 | Championnats d'Amérique du Sud                   | Lima                 | 2e       | 59,86 m |
| 2016 | Championnats ibéro-américains                    | Rio de Janeiro       | 1re      | 62,15 m |
| 2016 | Jeux olympiques                                  | Rio de Janeiro       | 9e       | 61,54 m |
| 2017 | Championnats d'Amérique du Sud                   | Luque                | 1re      | 61,91 m |
| 2017 | Jeux Bolivariens                                 | Santa Marta          | 1re      | 62,48 m |
| 2019 | Championnats d'Amérique du Sud                   | Lima                 | 3e       | 56,07 m |
| 2019 | Jeux panaméricains                               | Lima                 | 6e       | 56,90 m |
| 2022 | Championnats ibéro-américains                    | La Nucia             | 2e       | 60,52 m |
| 2023 | Jeux d'Amérique centrale et des Caraïbes         | San Salvador         | 1re      | 60,52 m |
| 2023 | Championnats d'Amérique du Sud                   | São Paulo            | 1re      | 61,82 m |
| 2023 | Championnats du monde                            | Budapest             | 2e       | 65,47 m |
| 2023 | Jeux panaméricains                               | Santiago             | 1re      | 63,10 m |
| 2024 | Championnats ibéro-américains                    | Cuiabá               | 1re      | 66,70 m |
| 2024 | Jeux olympiques                                  | Paris                | 5e       | 63,00 m |

## Records
| Épreuve           | Performance  | Lieu   | Date        |
| ----------------- | ------------ | ------ | ----------- |
| Lancer du javelot | 66.70 m (AR) | Cuiabá | 13 mai 2024 |